# Хидрографија Јужне Америке
Јужна Америка је континент најбогатији водом (она заузима 12% површине свјетског копна, а њој припада 27% укупног слива свих река света). Највећа река континента (и целог света) је Амазон. Огромне речне системе образују још и Парана и Ориноко. Све велике реке Јужне Америке припадају сливу Атлантског океана. На западним падинама Анда извиру кратке реке које теку према Тихом океану. Већина река добија воду од киша, а многе и од отопљеног снега и леда. 
Амазон је по свему изузетна река. Извире у Андима, недалеко од Тихог океана, тече према истоку преко целог континента и улива се у Атлантски океан. При ушћу формира највећу делту на свету. Ако се река Марњон узме као главни изворишни крак Амазона, онда је његов ток дуг 6437 m. Амазон има огроман басен (по површини нешто мањи од Аустралије) који прима велике количине падавина. Притоке му стижу с обе Земљине полулопте и зато је богат водом преко целе године. Два пута годишње (за време лета на обе полулопте) набуја и плави огромна пространства. Код града Манауса (Бразил) Амазон је широк 5 km, а за време подводња 15 km. Река је пловна целим својим током, а до Манауса стижу и океански бродови.
Ориноко и Парана са Парагвајем имају сезонски промјенљив водостај. Максималан водостај имају лети (кишна сезона). У њиховим горњим токовима, као и у горњим токовима њихових притока које долазе са висоравни бројни су водопади и брзаци. 
Највећа језера Јужне Америке су Маракаибо (лагуна), спојено са заливом Карипског мора и језеро Титикака у централним Андима, на надморској висини од 3812 m. Језеро Титикака је познато по острвима насталим од трске. У долинама Амазона и других равничарских река бројна су језера мртваје.